# Нижняя Кузьма
 Нижняя Ку́зьма  — деревня в Глазовском районе Удмуртии в составе сельского поселения Кожильское.

## География
Находится на расстоянии примерно 9 км на запад по прямой от центра района города Глазов.

## История
Известна с 1717 года как деревня Нижней Кузьмы с 6 дворами, в 1764 — 49 жителей из удмуртов. В 1873 году здесь (деревня Нижне-Кузминская или Девягурт) дворов 11 и жителей 158, в 1905 45 и 400, в 1924 (деревня Кузьма Нижняя или Деня-Гурт, Денягурт) 64 и 480 (примерно 70 % удмурты). С 1935 Нижняя Кузьма. Работали колхозы"Луч" и «Звезда». Работали колхоз им. Ворошилова, ООО «Нижняя Кузьма».

## Население
Постоянное население составляло 91 человек (удмурты 90 %) в 2002 году, 64 в 2012.